# Aghavni Papazian
Aghavni Papazian (fl. 1879) fue una actriz otomana armenia. Es de las pocas actrices profesionales en el imperio otomano y en el Oriente Medio.
En los 1850s, el teatro moderno se instaló en el imperio otomanio por una compañía armenia de teatro. Como los musulmanes no consideraban adecuado esa profesión, sus primeros actores en el imperio otomano eran cristianos armenios, y el estigma de la profesión era especialmente el caso en mujeres. Sin embargo, las actrices recibían un salario más alto que sus colegas hombres, y también podrían continuar sus carreras sin ser molestadas después que el monopolio armenio cristiano de teatro, se abolió en el imperio otomano, en 1879. Así, actores armenios se encontraron compitiendo con actores turcos musulmanes, mientras ninguna actriz turca musulmana nunca actuó antes de 1919. Ella y su colega Arousyak Papazian, están mencionados por el historiador Mikael Nalbandian como dos pioneros en quitar prejuicios por actuar en esa etapa. Como tal, se convirtieron en mujeres públicamente visibles en el imperio otomano musulmán en un período en el que los miembros femeninos de la audiencia tenían que ver sus obras detrás de pantallas. Aghavni también fue histórica como la primera actriz que se presentó en Irán, cuando apareció en el escenario en Tabriz. Esto fue, sin embargo, ante una audiencia cristiana armenia. El público musulmán de Tabriz e Irán no vieron la actuación de una actriz hasta 1888, y en el caso de Teherán, no hasta la actuación de Madame Golofin y Madame Babian en 1897.